# John Cale
John Davies Cale, OBE (Garnant, 9 de março de 1942) é um músico britânico que depois da sua saída da banda de vanguarda The Velvet Underground, em 1968, iniciou uma carreira solo.

## Biografia
Ainda criança, apresentava talento musical no piano e na viola. Estudou em Goldsmiths College London, onde começou a se interessar pela música eletrônica e avant-grade. Recebeu uma bolsa de estudos para a escola da Orquestra Tanglewood da Boston University e foi morar em Nova York.
Cale conheceu Lou Reed em 1964, e começaram o projeto da banda Velvet Underground.Com Andy Warhol, Cale, Reed, guitarrista Sterling Morrison e baterista Moe Tucker — trabalharam em The Velvet Underground and Nico.

Por conta de manobras empresarias e ao anseio de Reed em assegurar liderança, Cale abandonou a banda em 1968.
“Eu sabia que a música que fazíamos não podia ser ignorada. Havia muitos elementos de classicismo no que estávamos fazendo para as pessoas encararem isso como se fosse alguém simplesmente fazendo barulho. Era muito construído. Pensava ser inevitável que alguém pudesse perceber a incomparável natureza do que estávamos fazendo.”
Em carreira solo, Cale começou com ‘Vintage Violence’ de 1970. Após um ano, ‘Church Of Anthrax’, uma colaboração com o compositor Terry Riley. Em 1973, lançou ‘The Academy In Peril’, um suntuoso, quase sinfônico trabalho que trazia a Royal Philharmonic Orchestra. Em seguida, Cale assinou com a Warner Brothers como artista, produtor e responsável pelo A&R, e mudou-se para Los Angeles.

## Produção e parcerias
Segundo texto no site da BBC, Cale produziu os discos, ou colaborou com Lou Reed, Nico, La Monte Young, John Cage, Terry Riley, Hector Zazou, Cranes, Nick Drake, Mike Heron, Kevin Ayers, Brian Eno, Patti Smith, The Stooges, The Modern Lovers, Art Bergmann, Manic Street Preachers e seu vocalista James Dean Bradfield, Marc Almond, Element of Crime, Squeeze, Happy Mondays, LCD Soundsystem e Siouxsie and the Banshees.

## Discografia
- Vintage Violence (1970)
- Church of Anthrax (1971) - com Terry Riley
- The Academy In Peril (1972)
- Paris 1919 (1973)
- June 1, 1974 (1974) - com Kevin Ayers, Brian Eno, Nico
- Fear (1974)
- Slow Dazzle (1975)
- Helen of Troy (1975)
- Guts (1977) - compilação
- Animal Justice (1977) - EP
- Sabotage/Live (1979)
- Honi Soit (1981)
- Music for a New Society (1982)
- Caribbean Sunset (1983)
- John Cale Comes Alive (1984)
- Artificial Intelligence (1985)
- Words for the Dying (1989)
- Songs for Drella (1990) - com Lou Reed
- Wrong Way Up (1990) - com Brian Eno
- Even Cowgirls Get The Blues (live) (1991)
- Paris s'éveille, suivi d'autres compositions (1991) - O.S.T.
- Fragments of a Rainy Season (live) (1992)
- 23 Solo Pieces for La Naissance de L'Amour (1993)
- Last Day on Earth (1994) - O.S.T., com Bob Neuwirth
- N'oublie pas que tu vas mourir (1994)
- Seducing Down The Door (1994) - compilação
- Antartida (1995) - O.S.T.
- I Shot Andy Warhol (1996) - O.S.T.
- Basquiat (1996) - O.S.T.
- Walking on Locusts (1996)
- Eat/Kiss: Music for the Films of Andy Warhol (1997)
- Somewhere In The City (1998) - O.S.T.
- Le vent de la nuit (1999) - O.S.T.
- Close Watch: An Introduction to John Cale (1999) - compilação
- American Psycho (2000) - O.S.T.
- Sun Blindness Music (2001)
- Stainless Gamelan (2001)
- Dream Interpretation (2001)
- 5 Tracks (2003) - EP
- Hobosapiens (2003)
- Black Acetate (2005)
- Process (Soundtrack) (2005)
- Paris 1919 (Expanded & Remastered, 12 Bonustracks) (2006)
- Live Circus (2007) - CD duplo
- Shifty Adventures in Nookie Wood (2012)
- M:FANS (2016)